# Broken Shadows Live
Broken Shadows Live ist ein Jazzalbum der Formation Broken Shadows, des Quartetts aus Chris Speed, Dave King, Reid Anderson und Tim Berne. Die 2019 live im Korzo Restaurant (667 5th Avenue in Brooklyn) entstandenen Aufnahmen erschienen am 5. Juni 2020 auf Screwgun Records.

## Hintergrund
Die vier Musiker von Broken Shadows teilen eine lange persönliche Geschichte als Freunde und Kollegen. Unter ihren verschiedenen Bandprojekten spielte Chris Speed in den 1990er Jahren in Tim Bernes Bloodcount-Band und sie spielten jeweils mit Dave King in mehreren Gruppen, während Anderson und King die Co-Leader des langjährigen Trios The Bad Plus sind. Nach ihrem Engagement im New Yorker Club Village Vanguard wechselten zwei Drittel von The Bad Plus eine weitere Woche in das osteuropäische Restaurant Korzo in Brooklyn, wo sie gemeinsam mit den Saxophonisten Tim Berne und Chris Speed die Formation Broken Shadows gründeten. Dieses Quartett ist der Musik von Ornette Coleman gewidmet, mit Einbezug von Bernes Mentor Julius Hemphill. Die Wurzeln dieser Gruppe stammen aus der Aufnahme Spy vs Spy (Elektra, 1989), John Zorns Album mit Berne. Schlagzeuger Dave King hatte auch mit Berne im Rahmen des Buffalo Collision Quartetts zusammengearbeitet. Nach einer Tour, die Broken Shadows auch nach Deutschland und Österreich führte, folgte ein erstes Album der Band mit Kompositionen von Ornette Coleman, Dewey Redman, Charlie Haden und Julius Hemphill; titelgebend  war Colemans Komposition „Broken Shadows“ (einem Coleman-Album von 1971).

## Titelliste

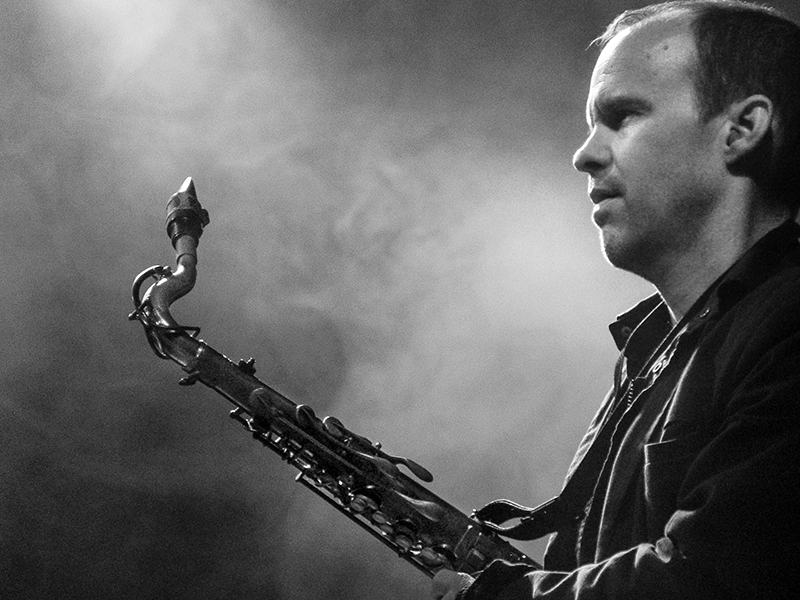
Chris Speed 2010

- Broken Shadows: Broken Shadows Live (Screwgun Records)[6]

1. Humpty Dumpty (Ornette Coleman) 8:36
2. Toy Dance (Ornette Coleman) 6:34
3. Song for Ché (Charlie Haden) 9:29
4. Body (Julius Hemphill) 5:05
5. Walls Bridges (Dewey Redman) 5:56
6. Ecars (Ornette Coleman) 6:27
7. C.O.D. (Ornette Coleman) 6:02
8. Broken Shadows (Ornette Coleman) 5:37
9. Dogon A.D. (Julius Hemphill) 7:39

## Rezeption

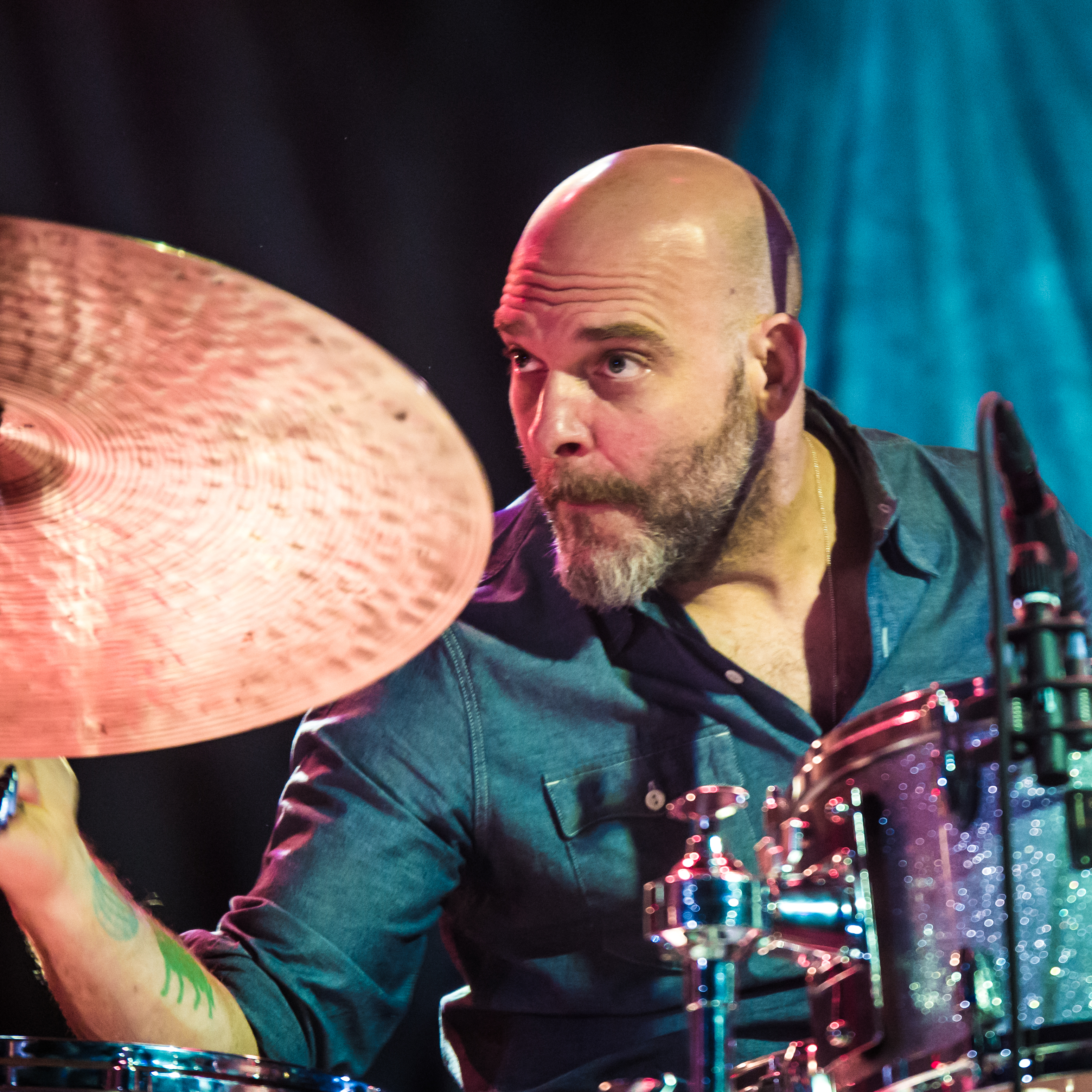
-Schlagzeuger David King beim Moers festival 2017

Nach Ansicht von Phil Freeman, der das Album in Stereogum rezensierte, spiele die Herkunft von drei der Komponisten aus Fort Worth, Texas eine Rolle; so gebe es eine besondere Art von Blues, die sich durch all ihre Musik ziehe. Es manifestiere sich in etwas kurvenreichen Melodien, einem allgemein stolzierenden Rhythmus mit viel Sprungkraft und der Bereitschaft, der Musik zu folgen, wohin sie auch gehen möchte. Schlagzeuger Ronald Shannon Jackson, der von 1975 bis 1977 in Ornette Colemans Prime Time-Band war, stammte ebenfalls aus Fort Worth, merkte Freeman an, und seine Musik habe ebenfalls viele dieser Eigenschaften. Dieses Live-Album sei swingend, funky und rockig; die Version von Colemans „Ecars“ von Ornette on Tenor (1962) sei „ein swingender, funkiger Ausbruch mit einer Melodie, die Sie in etwa zwei Sekunden als aus seiner Feder erkennen werden.“
Der Musikjournalist Bradley Bambarger notierte in den Liner Notes, die Art und Weise, wie die Saxophonisten Bern und Speed mit dem Bass-and-Drum-Team von Anderson und King auftreten, habe eine rockige, raue harmonische Konvergenz, die vollständig mit dem Ausgangsmaterial synchronisiert sei, auch wenn die Improvisationen der Band einen eigenen suchenden, brennenden Modernismus besäßen. Bewunderer von Bernes umfangreichem Katalog werden den melodischen Schrei seines Altsaxophons in „Song for Ché“ begeistern, genau wie diejenigen, die die unzähligen Feinheiten in Speeds Tenor genießen, es zu schätzen wissen, wenn er in „Broken Shadows“ Serpentinenlinien um Berne zeichnet. Selbst begeisterte The Bad Plus-Fans können sich über die Grooves von Anderson und King in „Body“ und „Dogon A.D.“ wundern. Dieser Vierer sei an diesem Abend auf etwas Besonderes eingestellt gewesen, So Bambarger, „mit dem Atem und dem Takt der Musik, die unbestreitbar emotional und voller Leben ist.“